# 细肋栉孔扇贝
细肋栉孔扇贝（学名：Chlamys jousseaumei），是莺蛤目海扇蛤科锦海扇蛤属的一种。主要分布于韩国、中国大陆，常栖息在潮下带水深73－290米、泥砂、钙质粉沙底。